# Louise Hardy
Pour les articles homonymes, voir Hardy.
Louise Frances Hardy (née MacKinnon) (née le 30 novembre 1959) est une femme politique canadienne du Yukon. Elle est députée fédérale néo-démocrate de la circonscription yukonnaise de Yukon de 1997 à 2000. Au moment de devenir députée, Hardy est la première parmi les députés fédéraux représentant le territoire à Ottawa à être née sur son sol.
Elle est critique néo-démocrate en matière de Droits humains, d'Habitation, de Citoyenneté et d'Immigration, d'Affaires indiennes et du Développement du Nord.

## Biographie
Née à Whitehorse au Yukon, Hardy gradue avec une formation en travail social de l'Université du Yukon. 
Elle est veuve de Todd Hardy, ancien chef du Nouveau Parti démocratique du Yukon et député territorial qui à représenté la circonscription de Whitehorse Centre de 1996 à 2000.